# Black Jack (personaje de manga)
Kuroo Hazama, más conocido como Dr. Black Jack, es el protagonista principal tanto en el manga como en el anime. Se le conoce como un cirujano maestro sin licencia que cobra honorarios ridículos a muchas personas. Vive con Pinoko (y Largo en la serie de televisión de 2004) en una casa en un cabo en Japón, con vistas a la playa.
Akio Otsuka le da voz en casi todas las series de anime, con la excepción de Young Black Jack , donde le pone voz Yuichiro Umehara.
Casi la mitad del cabello de Black Jack es blanco, supuestamente debido a la conmoción y el estrés, ya que la mitad restante es negra: la mayor parte, por estar en cuidados intensivos durante buena parte de su vida temprana, y por la tensión emocional derivada de que su madre biológica, Mio Hazama, estaba muriendo, y su padre, Kagemitsu Hazama, los abandonó a él y a su madre moribunda. Esto no es necesariamente médicamente exacto, pero es la supuesta historia). El flequillo de su cabello cuelga lo suficientemente bajo en su cara como para cubrir el lado de la cara que tiene la gran mancha de piel desigual y lo oculta debido al hecho de que algunos lo encuentran inquietante y le dan una "apariencia desagradable". En la parte de atrás de su cabeza, se enrosca hacia arriba. Tiene ojos marrones penetrantes que también pueden parecer tener un tinte rojo. Por lo general, se le ve con una capa negra que es casi tan larga como alta. Debajo de esto, viste una camisa de cuello blanco, un chaleco negro, pantalón de vestir negro y zapatos de vestir negros. Casi siempre se adorna con una cinta azul, morada o roja en lugar de una corbata. Casi nunca se le muestra sin este atuendo característico. A pesar de su apariencia aterradora,es considerado un hombre muy atractivo por quienes lo conocen mejor, especialmente mujeres y Pinoko también está muy interesada en la apariencia de Black Jack, ya que tiene una mentalidad cercana a la de una chica de 18 años, pero esta admiración romántica no es correspondida por Black Jack.

## Personalidad
Mucha gente asume que Black Jack es una persona grosera y sin alma debido a su apariencia, pero en realidad puede ser una persona muy compasiva y dedicada. Aunque cobra cantidades absurdas de dinero por sus procedimientos, realiza cirugías gratuitas a personas que lo conmovieron con su amabilidad o con sus luchas en la vida. Es muy perceptivo y capaz de diagnosticar a un paciente con una sola mirada. Aquéllos que son testigos de cómo opera a veces comentan que su obra es divina. Desde que Pinoko entró en su vida, la cuida profundamente como si fuera su hija y le da mucho amor.
A lo largo de su vida, Black Jack aprendió duras lecciones y tiene que afrontar la realidad de que hay ocasiones en las que no puede ir contra las fuerzas de la naturaleza. En situaciones difíciles y engañosas, es un pensador rápido y es capaz de engañar a los demás fácilmente (sobre todo con buenas intenciones). Además de ser un experto en cirugías, también es un hábil luchador de combate que hace uso de sus herramientas quirúrgicas (especialmente el bisturí) que esconde debajo de su capa. Aunque, es perfectamente capaz de luchar con sus propias manos, incluso dando un solo golpe en el estómago en un momento dado. También demuestra que es muy responsable de la seguridad y el bienestar de sus pacientes, lo que explica su elevado precio. Incluso hace todo lo posible para engañar a sus pacientes para asegurarse de que se curan adecuadamente. (Por ejemplo, un paciente tenía una lesión en la garganta y se le indicó que no cantara.Desobedeció la primera vez, así que Black Jack le dijo que ahora necesitaba una caja de voz especial y que solo se la implantaría quirúrgicamente si no hablaba durante un mes. La supuesta laringe era un trozo de estetoscopio roto, pero el paciente se curó perfectamente).
También se preocupa y aprecia profundamente a las personas que cambiaron su vida, como el Dr. Honma, quien lo salvó a través de una cirugía una vez (esto es lo que inspiró a Black Jack a convertirse incluso en cirujano). Black Jack también es muy orgulloso y odia que se burlen de él o que se profanen cosas que considera importantes.

## Historia

### Vida temprana
Hace 21 años, Black Jack (cuando era niño) junto con Mio Hazama (la madre de Black Jack) estaban en una playa. Mientras jugaba, encontró una bomba medio enterrada y la activó accidentalmente, dejándolo a él y a su madre casi destrozados. Aunque las posibilidades de sobrevivir eran bastante escasas, el Dr. Jotaro Honma pensó lo contrario y comenzó a operar. Black Jack también había perdido una parte de su rostro y, por lo tanto, necesitaba un trasplante de piel. En ese momento, no había donantes en el hospital, por lo que el Dr. Honma pidió a sus compañeros de clase que donaran piel. Todos se negaron, excepto uno. Un niño interracial llamado Takashiy donó piel a Black Jack, ayudándolo enormemente. Aunque, Takashi tenía una tez más oscura que Black Jack, lo que le dio a Black Jack su rostro característico de dos tonos (en el manga, tiene un lado azul claro de su rostro en su lugar. En iteraciones posteriores, se le da una mitad marrón claro). Black Jack sobrevivió milagrosamente, pero desafortunadamente para Mio, comenzó a morir después de perder la mayoría de sus órganos y las cuatro extremidades. Momentos antes de la muerte, la última petición de Mio fue que Black Jack perdonara a Kagemitsu Hazama.(Padre de Black Jack). Kagemitsu se escapó a China con su nueva esposa después del incidente, dejando a Black Jack creciendo lleno de rabia y odio hacia su padre. Mientras Black Jack recibe tratamiento en el hospital, trabaja duro para recuperar el uso de sus extremidades sin la ayuda del personal del hospital y aprende el significado de la lucha. Desde ese incidente, se sentía bastante deprimido, pero decidido a convertirse en médico como el Dr. Honma.

### Años de escolarización
Después de ser dado de alta del hospital, Black Jack regresa a la escuela, pero se siente decepcionado al descubrir que Takashi se ha ido. El Dr. Jotaro Honma crió a Black Jack y, finalmente, se convirtió en el mejor alumno del Dr. Honma. Durante sus años de escuela secundaria, se salta clases y se convierte en un delincuente ya que a menudo juega a los dardos detrás del edificio de la escuela y nadie se hace amigo de él durante ese tiempo debido a su apariencia "cruel" y actitud distante; incluso sus profesores lo abandonaron. Se sintió solo hasta que un día se hizo amigo del bromista de la escuela. Gracias a eso, Black Jack pudo volver a sonreír por primera vez desde el incidente. Aún inspirado por el Dr. Honma, prosigue el estudio de la medicina. Durante este tiempo, su novia contrajo cáncer de cuello uterino y decidió operarla, lo que hizo que el cirujano jefe le revocara la licencia médica. Después de graduarse, Black Jack abrió su propia clínica en una casa en un acantilado, con vistas a la playa. En esta playa vivía una orca que Black Jack finalmente bautizó como Triton .

### Presente
Black Jack vive actualmente con su hija adoptiva llamada Pinoko (y Largo el perro en la serie de televisión de 2004), tratando y realizando cirugías milagrosas en personas mientras les cobra tarifas extremadamente altas.

## Datos
El verdadero nombre de Black Jack es en realidad Kuroo Hazama (間 黒 男Hazama Kuroō ).
El kanji de su primer nombre (黒 男) significa "negro" y "hombre" respectivamente.
El nombre "Black Jack" se traduce de su nombre real, Kuroo (que significa negro si está escrito con caracteres japoneses) y Jack (un nombre común para un hombre).
Mucha gente dice que Black Jack se parece al Capitán Harlock debido a las cicatrices en los lados de sus caras.
Aunque Black Jack no ha mostrado interés en enamorarse, solía tener una relación con una mujer llamada Megumi (más tarde, ella cambia su nombre a Kei Kisaragi) quien luego tuvo que extirparle los ovarios debido a un cáncer, lo que hizo que quisiera cambiar de sexo porque creía que ya no era una mujer. Ella y Black Jack optaron por no permanecer juntos y ella (viviendo como él), se refiere a sí mismo en los tiempos en que era una mujer biológica como una persona completamente diferente, incluso refiriéndose a esa "versión" de sí mismo como su hermana. Más tarde, Kei es descubierto por un joven marinero, insinuando el hecho de que no se sometió a ninguna cirugía para el cambio de sexo. También se le conoce comúnmente como "ella" y "Megumi" por Black Jack. Muchos especulan que Black Jack todavía siente algo por Kei, y no vuelve con Kei debido a las ideas de Black Jack sobre la homosexualidad, así como a las ideas de ese momento.
El kanji japonés de "Megumi" también se puede leer como "Kei". En la serie de televisión de 2004, Black Jack mencionó que la razón por la que no quería casarse es porque no quería que ninguna mujer fuera criticada por amar a un hombre con su apariencia y personalidad.
Se reunió con Kagemitsu Hazama (el padre de Black Jack ) nuevamente en la serie Black Jack 21 y en el manga, con el mismo odio ardiente que había tenido anteriormente.
En el manga, durante su prueba de detector de mentiras en la historia "U-18", se dice que su padre se escapó con Renka Hazama (la nueva esposa de Kagemitsu) a Hong Kong en lugar de Macao, China.
Black Jack's fue especialmente bueno en los dardos durante sus años de escuela secundaria. Esta precisión lo ayuda tanto en la cirugía como en el combate.
El tipo de sangre de Black Jack es O y su frecuencia cardíaca es de 65 lpm.
- Datos: Q3640722